# 韦勒河畔博蒙
韦勒河畔博蒙（法語：Beaumont-sur-Vesle，法語發音：[bomɔ̃ syʁ vɛl]）是法国马恩省的一个市镇，位于该省北部偏西，属于兰斯区。

## 地理
韦勒河畔博蒙（49°10'28"N, 4°11'10"E）面积5.69 平方千米，位于法国大東部大區马恩省，该省份为法国东北部内陆省份，北起阿登省，西北接埃纳省，西南接塞纳-马恩省，南至奥布省，东南接上马恩省，东临默兹省。
与韦勒河畔博蒙接壤的市镇（或旧市镇、城区）包括：普吕奈、瓦勒德韦勒、韦尔泽奈、韦尔济。

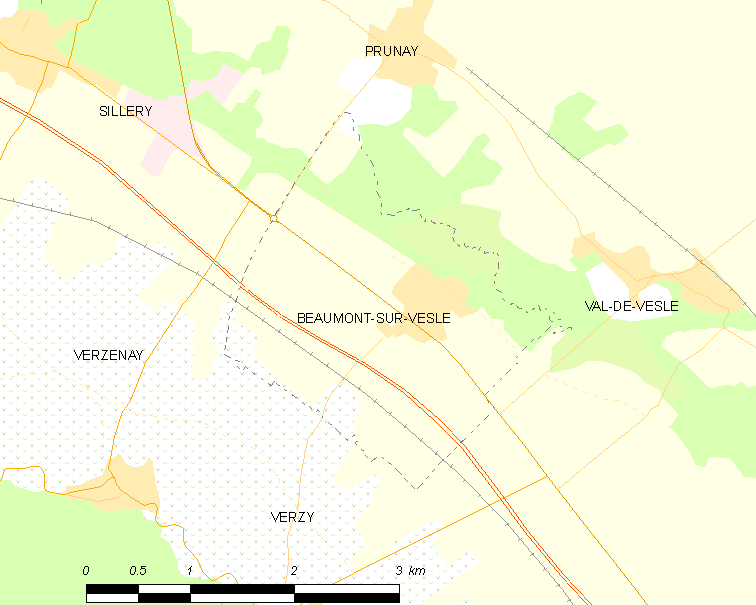
韦勒河畔博蒙的OSM定位图

韦勒河畔博蒙的时区为UTC+01:00、UTC+02:00（夏令时）。

## 行政
韦勒河畔博蒙的邮政编码为51360，INSEE市镇编码为51044。

## 政治
韦勒河畔博蒙所属的省级选区为穆尔默隆-韦勒-香槟山县。

## 人口

1962-2008年间韦勒河畔博蒙人口变化图示

韦勒河畔博蒙于2022年1月1日时的人口数量为770人。